# Bagrationovsk
Bagrationovsk (Russisch: Багратионовск, Duits: Preußisch Eylau; Litouws: Ylava of Prūsų Ylava; Pools: Pruska Iława of Iławka) is een stad in de Russische oblast Kaliningrad op 37 kilometer van Kaliningrad. De stad had 7216 inwoners bij de volkstelling 2002.

## Geschiedenis
In 1325 bouwde de Duitse Orde een kasteel genaamd Yladia of Ilaw, later bekend als Preussisch Eylau. Van 7 tot 8 februari 1807 vond hier de Slag bij Eylau plaats tussen Franse troepen van Napoleon Bonaparte en de Russische troepen onder generaal Levin August von Bennigsen en Pruisische troepen onder generaal Anton Wilhelm von L’Estocq. Het lokale gerechtshof van Eylau werd door Napoleon gebruikt als hoofdkwartier.
In 27 augustus 1914 werd de stad zonder enige vorm van verzet door Russische troepen bezet, maar op 3 september 1914 verlieten de Russische troepen de stad alweer.
Op 9 februari 1945 bezette het Rode Leger de stad. De Duitse bevolking die nog niet gevlucht was werd gedeporteerd, het laatste transport ging op 23 november 1947. De NKVD vestigde er van 1945 tot 1949 een gevangeniskamp voor Duitse burgers in door de Duitsers gebouwde barakken uit 1933. Van de 13.000 gevangenen stierven er 6.000.
Aan het begin van augustus 1945 namen Poolse functionarissen de bestuurlijke macht over in de stad, maar vertrokken op 1 januari 1946 weer, nadat een nieuwe grens tussen de Sovjet-Unie en Polen was getrokken aan de zuidelijke rand van de stad.
De stad werd hernoemd in Bagriatonovsk, ter ere van generaal Pjotr Bagration die diende als Russisch officier tijdens de Slag om Eylau. Vandaag de dag bevindt de grensovergang tussen Rusland en Polen zich op 2 kilometer afstand van de stad.
Bestuurlijk centrum: Kaliningrad

Bagrationovsk · Baltiejsk · Goerjevsk · Goesev · Gvardejsk · Krasnoznamensk · Ladoesjkin · Lozovoje · Mamonovo · Neman · Nesterov · Ozjorsk · Pionerski · Polessk · Pravdinsk · Slavsk · Sovjetsk · Svetlogorsk · Svetly · Tsjernjachovsk · Vesjoloje · Zelenogradsk